# جزيرة دوديبو
جزيرة دوديبو وهي جزيرة من جزر إندونيسيا، وتقع في إقليم غورونتالو، ضمن أرخبيل سولاوسي.